# Cambridge City (Indiana)
Cambridge City és una població dels Estats Units a l'estat d'Indiana. Segons el cens del 2000 tenia 2.121 habitants.

## Demografia
Segons el cens del 2000, Cambridge City tenia 2.121 habitants, 904 habitatges, i 602 famílies. La densitat de població era de 787,4 habitants per km².
Dels 904 habitatges en un 29% hi vivien nens de menys de 18 anys, en un 49,2% hi vivien parelles casades, en un 13,1% dones solteres, i en un 33,3% no eren unitats familiars. En el 29,6% dels habitatges hi vivien persones soles el 16,6% de les quals corresponia a persones de 65 anys o més que vivien soles. El nombre mitjà de persones vivint en cada habitatge era de 2,35 i el nombre mitjà de persones que vivien en cada família era de 2,85.
Per edats la població es repartia de la següent manera: un 23,8% tenia menys de 18 anys, un 9,4% entre 18 i 24, un 26,2% entre 25 i 44, un 21,5% de 45 a 60 i un 19,1% 65 anys o més.
L'edat mediana era de 38 anys. Per cada 100 dones de 18 o més anys hi havia 86,4 homes.
La renda mediana per habitatge era de 33.750 $ i la renda mediana per família de 41.731 $. Els homes tenien una renda mediana de 35.602 $ mentre que les dones 23.100 $. La renda per capita de la població era de 17.691 $. Entorn del 6,9% de les famílies i el 8,6% de la població estaven per davall del llindar de pobresa.

## Poblacions més properes
El següent diagrama mostra les poblacions més properes.